# Barney Wilen
Bernard Jean 'Barney' Wilen (Nice, 4 maart 1937 – Parijs, 25 mei 1996) was een Franse jazzsaxofonist en -componist van de modernjazz.

## Biografie
Wilen was de zoon van een Franse en een Amerikaan en verhuisde in 1940 naar de Verenigde Staten. In 1946 keerde hij terug naar Frankrijk en speelde daar in de familieband Cousin Orchestra, die optraden tijdens feesten in de omgeving van Nice. Vanaf 1950 begeleidde hij jazzmuzikanten op doorreis. Hij werkte o.a. samen met de muzikanten John Lewis, Roy Haynes, Nico Bunink en Bud Powell. In 1953 won hij met zijn kwartet een amateurband-concours in de categorie cool jazz. Daarna studeerde hij nog rechtswetenschappen, maar was echter al gevestigd in het jazzcircuit. Na opnamen met Sacha Distel haalde Miles Davis hem in 1957 voor de inspeling van de soundtrack voor de Louis Malle-film Ascenseur pour l'échafaud, verschenen op het gelijknamige album. Met deze soundtrack werd hij beroemd, maar was echter ook een beetje gespecialiseerd op dit genre: Les Liaisons dangereuses (1960) als gast bij Thelonious Monk en Art Blakeys Jazz Messengers, Un témoin dans la ville en George Gruntz' Seelische Grausamkeit zijn verdere soundtracks met de instrumentalist Barney Wilen. In 1959 reisde hij naar de Verenigde Staten, waar hij optrad tijdens het Newport Jazz Festival. In hetzelfde jaar trad hij op tijdens het Festival Internazionale del Jazz di Sanremo en in 1960 (met Waldi Heidepriem) tijdens het Frankfurter Festival. In hetzelfde jaar speelde hij in Parijs met Jean-Louis Chautemps.
Midden jaren 1960 wijdde hij zich aan de free jazz. Hij experimenteerde bovendien met elektro-akoestische mogelijkheden. Het Barney Wilen Quartet improviseerde voor de documentaire film van François de Ménil over de 25e Grand Prix Automobile de Monaco in 1967 (waarbij Lorenzo Bandini dodelijk verongelukte) en lichtinstallaties van Etienne Oléari. Deze productie werd in 1968 opgevoerd in het kader van het Berliner Jazzfestivals in de Berliner Akademie der Künste, maar ook in New York in aanwezigheid van Andy Warhol en Robert Rauschenberg. Ze werd ook gedocumenteerd op de lp Auto Jazz voor MPS Records. Hij voerde ook in 1970 de Electronic Sonata for Souls Loved by Nature van George Russell op in Berlijn.
Bovendien begon hij zich te interesseren voor de niet-Europese muziek. Joachim E. Behrendt haalde hem in 1967 voor de productie Jazz Meets India met Indiase muzikanten voor de Donaueschinger Musiktage en het Berliner Festival. In hetzelfde jaar improviseerde hij tijdens de Free Jazz Meeting in Baden-Baden elektro-akoestisch via muziek van Ravi Shankar. In 1969 ondernam hij een studiereis naar Afrika. Het pas in 2013 uitgebrachte album Moshi Too is net als zijn in 1972 verschenen voorganger (het fusionalbum Moshi met Michel Graillier en Micheline Pelzer) een voortvloeisel van deze uiteenzetting met de Afrikaanse muziekcultuur. Al in 1968 experimenteerde Wilen in de jazzrock-sector, o.a. met Barney Wilen and His Amazing Free Rock Band (met Joachim Kühn, Mimi Lorenzini, Günter Lenz en Aldo Romano), die ook optrad in Duitsland en de lp Dear Prof. Leary opnam (een hommage aan Timothy Leary).
Tijdens de jaren 1980 vertrok hij weer naar zijn geboortestad Nice, waar hij nog soundtracks componeerde voor de films Triaden des Kusses (1989) en Le coeur fantôme (1996). Zijn opnamen werden deels alleen uitgebracht in Japan en zijn als lp dure verzamelobjecten geworden. Hij werkte ook als geluidstechnicus voor o.a. Archie Shepp.
In 1958 kreeg hij de Prix Django Reinhardt. De comicband Barney et la Note Bleue (1987) van Jacques de Loustal en Philippe Paringaux baseert uitgebreid op Wilens leven.

## Overlijden
Barney Wilen overleed in mei 1996 op 58-jarige leeftijd.

## Discografie
- 1957: Barney Wilen Quintet Jazztone (als cd verschenen: Fresh Sound Records, met Hubert Fol, Nico Bunink, Lloyd Thompson, Al Levitt)
- 1957: Tilt Swing (ook als cd verschenen)
- 1958: Milt Jackson / Percy Heath / Barney Wilen / Kenny Clarke Jazz sur Seine Philips Records (ook als cd verschenen: EmArcy
- 1959: Un témoin dans la ville Fontana Records (ook als cd verschenen: Fontana Records)
- 1960: Barney RCA Records (ook als cd verschenen: BMG)
- 1966: Eje Thelin with Barney Wilen Dragon DRCD
- 1966: Zodiac Vogue (met Karl Berger, Jean-François Jenny-Clark, Jacques Thollot)
- 1967: François Tusques, Barney Wilen Le Nouveau Jazz Disques Mouloudji
- 1968: Auto Jazz: Tragic Destiny of Lorenzo Bandini, MPS Records (met François Tusques, Beb Guérin, Eddy Gaumont)
- 1968: Dear Prof. Leary, MPS Records
- 1979: Barney Wilen & Mal Waldron French Story Alfa Jazz
- 1983: Barney Wilen & Dièse 440 Live In Paris, Marge/Impro 07
- 1986: La Note Bleue, IDA Records / OMD
- 1987: French Ballads, IDA Records
- 2013: Moshi Too, Sonorama Records
- 2019: Live in Tokyo ’91 (Elemental Muaic)